# Karrenstrafe
Die Karrenstrafe war eine Arbeitsstrafe im 17. Jahrhundert. Sie ist nicht mit der Kettenstrafe zu verwechseln. Von einigen Autoren wird sie als Vorform der Freiheitsstrafe angesehen, von anderen als Art der Leibesstrafen. Zu dieser Strafe wurden zu Beginn vor allem männliche junge, arbeitsfähige Bettler, später Diebe, Ehebrecher und Körperverletzer verurteilt. Frauen wurde selten zur Karrenstrafe verurteilt, dann in der Regel wegen kleinerer Diebstähle und Sittlichkeitsvergehen. Die zur Karrenstrafe führenden Delikte wurden mit der Zeit ausgeweitet, wie auch die zu verrichtenden Arbeiten ausgeweitet wurden. Zu Beginn waren es Reinigung der Gassen und Ausbesserung der Stadtgräben, später kamen Arbeiten für den Festungs-, Werft- und Hafenbau hinzu. 
Die Strafe wurde allmählich von der Arbeitshaus- und Zuchthausstrafe abgelöst. In Hamburg schon 1629, in Hannover hingegen erst 1840. 
Anfang des 18. Jahrhunderts wurde sie in Württemberg abgeschafft und 1740 zwar wieder eingeführt, konnte sich aber nicht mehr durchsetzen.
Das geflügelte Wort: „in der Karre gehen“, leitet sich hiervon ab. 
Die Karrenstrafe war eine Arbeits-, Freiheits- und Ehrenstrafe. So bemerkte schon Kant:

„… ein jeder solle die Freiheit der Wahl zwischen dem Tode und der Karrenstrafe haben so sage ich, der ehrliche Mann wählt den Tod, der Schelm aber die Karre; so bringt es die Natur des menschlichen Gemüts mit sich. Denn der erstere kennt etwas, was er noch höher schätzt, als selbst das Leben: nämlich die Ehre; der andere hält ein mit Schande bedecktes Leben doch immer noch für besser, als gar nicht zu sein (animam praeferre pudori. Juven.)“

Auch im modernen deutschen Jugendstrafrecht kann das Gericht gemeinnützige Arbeit als Auflage (§ 15 JGG) oder Weisung (§ 10 JGG) anordnen. Im deutschen Strafrecht, das für Erwachsene gilt, gibt es keine Verurteilung zum Arbeiten, in den Strafvollzugsanstalten gilt aber eine generelle Pflicht der Häftlinge im Rahmen ihrer Möglichkeiten zu arbeiten (§ 41 StVollzG).